# SBS 나이트라인
《SBS 나이트라인》(SBS NIGHTLINE)은 SBS TV에서 매주 월요일, 목요일 오후 11시 50분, 화요일부터 수요일 오전 12시에 방송 중인 심야 뉴스 프로그램이다.

## 프로그램 소개
SBS를 대표하는 심야 뉴스

## 방송 시간
- 현재 방송 시간은 2024년 7월 22일부터 기준으로 한다.
- 일요일은 2025년 3월 2일까지, 토요일은 2025년 3월 1일까지, 금요일은 2025년 2월 28일까지 방송했다.
- 긴급·특집 뉴스가 방송되면 SBS 뉴스특보·특집 SBS 나이트라인으로 방송·편성된다.

| 방송 채널 | 방송 기간                           | 방송 시간 |
| --------- | ----------------------------------- | --- |
| SBS TV    | 1991년 12월 9일                     | 월요일 밤 12시 30분 ~ 12시 40분 (10분) |
| SBS TV    | 1991년 12월 10일 ~ 1992년 3월 21일  | 평일 밤 11시 55분 ~ 12시 5분 (10분) 토요일 밤 12시 30분 ~ 12시 40분 (10분)                                                                                         |
| SBS TV    | 1992년 3월 23일 ~ 1992년 12월 6일   | 월요일 ~ 토요일 밤 11시 50분 ~ 12시 (10분) 일요일 밤 11시 55분 ~ 12시 (5분)                                                                                        |
| SBS TV    | 1992년 12월 7일 ~ 1993년 10월 17일  | 월요일 ~ 토요일 밤 11시 50분 ~ 12시 (10분) 일요일 밤 11시 50분 ~ 11시 55분 (5분)                                                                                   |
| SBS TV    | 1993년 10월 18일 ~ 1994년 1월 30일  | 평일 밤 11시 50분 ~ 12시 (10분) 토요일 밤 12시 5분 ~ 12시 15분 (10분) 일요일 밤 12시 ~ 12시 5분 (5분)                                                              |
| SBS TV    | 1994년 1월 31일 ~ 1994년 4월 16일   | 월요일 ~ 목요일 밤 11시 50분 ~ 12시 (10분) 금요일 밤 12시 50분 ~ 새벽 1시 (10분) 토요일 밤 11시 50분 ~ 11시 55분 (5분)                                             |
| SBS TV    | 1994년 4월 18일 ~ 1995년 9월 1일    | 월요일 ~ 목요일 밤 11시 50분 ~ 12시 (10분) 금요일 밤 12시 50분 ~ 새벽 1시 (10분)                                                                                   |
| SBS TV    | 1995년 9월 4일 ~ 1995년 10월 20일   | 평일 밤 12시 40분 ~ 새벽 1시 (20분) |
| SBS TV    | 1995년 10월 23일 ~ 1996년 2월 2일   | 월요일 ~ 목요일 밤 11시 55분 ~ 12시 10분 (15분) 금요일 밤 12시 50분 ~ 새벽 1시 (10분)                                                                              |
| SBS TV    | 1996년 2월 5일 ~ 1996년 3월 1일     | 월요일, 금요일 밤 12시 50분 ~ 새벽 1시 (10분) 화요일 ~ 목요일 밤 11시 55분 ~ 12시 10분 (15분)                                                                      |
| SBS TV    | 1996년 3월 4일 ~ 1996년 3월 30일    | 월요일, 금요일 밤 12시 50분 ~ 새벽 1시 (10분) 화요일 ~ 목요일 밤 11시 55분 ~ 12시 10분 (15분) 토요일 밤 12시 30분 ~ 12시 40분 (10분)                               |
| SBS TV    | 1996년 4월 1일 ~ 1996년 6월 1일     | 월요일, 금요일 밤 12시 50분 ~ 새벽 1시 (10분) 화요일 ~ 목요일 밤 12시 ~ 12시 10분 (10분) 토요일 밤 12시 30분 ~ 12시 40분 (10분)                                    |
| SBS TV    | 1996년 6월 3일 ~ 1996년 10월 11일   | 월요일, 금요일 밤 12시 50분 ~ 새벽 1시 (10분) 화요일 ~ 목요일 밤 12시 ~ 12시 10분 (10분) 토요일 밤 10시 50분 ~ 10시 55분 (5분)                                     |
| SBS TV    | 1996년 10월 14일 ~ 1997년 1월 31일  | 월요일 ~ 목요일 밤 12시 ~ 12시 10분 (10분) 금요일 밤 12시 50분 ~ 새벽 1시 (10분) 토요일 밤 10시 50분 ~ 10시 55분 (5분)                                             |
| SBS TV    | 1997년 2월 3일 ~ 1997년 2월 28일    | 월요일, 수요일 ~ 목요일 밤 12시 ~ 12시 10분 (10분) 화요일, 금요일 밤 12시 50분 ~ 새벽 1시 (10분) 토요일 밤 10시 50분 ~ 10시 55분 (5분)                             |
| SBS TV    | 1997년 3월 3일 ~ 1997년 5월 17일    | 월요일, 수요일 ~ 목요일 밤 12시 ~ 12시 10분 (10분) 화요일, 금요일 밤 12시 50분 ~ 새벽 1시 (10분) 토요일 밤 12시 30분 ~ 12시 40분 (10분)                            |
| SBS TV    | 1997년 5월 19일 ~ 1997년 6월 28일   | 평일 밤 12시 50분 ~ 새벽 1시 (10분) 토요일 밤 12시 30분 ~ 12시 40분 (10분)                                                                                         |
| SBS TV    | 1997년 6월 30일 ~ 1997년 10월 25일  | 월요일 ~ 목요일 밤 11시 50분 ~ 12시 10분 (20분) 금요일 밤 12시 40분 ~ 새벽 1시 (20분) 토요일 밤 12시 30분 ~ 12시 40분 (10분)                                       |
| SBS TV    | 1997년 10월 27일 ~ 1998년 1월 3일   | 월요일, 수요일 ~ 목요일 밤 11시 55분 ~ 12시 15분 (20분) 화요일, 금요일 밤 12시 40분 ~ 새벽 1시 (20분) 토요일 밤 12시 30분 ~ 12시 40분 (10분)                       |
| SBS TV    | 1998년 1월 5일 ~ 1998년 1월 31일    | 월요일, 금요일 밤 12시 45분 ~ 새벽 1시 (15분) 화요일 ~ 목요일 밤 12시 ~ 12시 15분 (15분) 토요일 밤 10시 50분 ~ 10시 55분 (5분)                                     |
| SBS TV    | 1998년 2월 2일 ~ 1998년 3월 1일     | 매일 밤 11시 50분 ~ 12시 (10분) |
| SBS TV    | 1998년 3월 2일 ~ 1998년 4월 5일     | 월요일 ~ 목요일 밤 11시 50분 ~ 12시 (10분) 금요일 밤 12시 40분 ~ 12시 50분 (10분) 토요일 밤 12시 50분 ~ 새벽 1시 (10분)                                            |
| SBS TV    | 1998년 4월 6일 ~ 1998년 10월 18일   | 월요일 ~ 목요일 밤 12시 ~ 12시 10분 (10분) 금요일 ~ 일요일 밤 12시 50분 ~ 새벽 1시 (10분)                                                                          |
| SBS TV    | 1998년 10월 19일 ~ 1999년 4월 25일  | 월요일 ~ 목요일 밤 12시 15분 ~ 12시 30분 (15분) 금요일 밤 12시 45분 ~ 새벽 1시 (15분) 주말 밤 12시 50분 ~ 새벽 1시 (10분)                                          |
| SBS TV    | 1999년 4월 26일 ~ 1999년 11월 14일  | 월요일 ~ 목요일 밤 12시 ~ 12시 15분 (15분) 금요일 밤 12시 35분 ~ 12시 50분 (15분) 주말 밤 12시 50분 ~ 새벽 1시 (10분)                                              |
| SBS TV    | 1999년 11월 15일 ~ 2000년 1월 2일   | 월요일 ~ 목요일 밤 12시 5분 ~ 12시 20분 (15분) 금요일 밤 12시 35분 ~ 새벽 1시 (25분) 주말 밤 12시 50분 ~ 새벽 1시 (10분)                                           |
| SBS TV    | 2000년 1월 3일 ~ 2000년 2월 6일     | 월요일 ~ 목요일 밤 12시 ~ 12시 15분 (15분) 금요일 밤 12시 35분 ~ 새벽 1시 (25분) 토요일 밤 12시 50분 ~ 새벽 1시 (10분) 일요일 새벽 2시 ~ 2시 10분 (10분)           |
| SBS TV    | 2000년 2월 7일 ~ 2000년 4월 16일    | 월요일 ~ 목요일 밤 12시 5분 ~ 12시 20분 (15분) 금요일 밤 12시 35분 ~ 12시 50분 (15분) 토요일 밤 12시 50분 ~ 새벽 1시 (10분) 일요일 새벽 2시 ~ 2시 10분 (10분)      |
| SBS TV    | 2000년 4월 17일 ~ 2000년 10월 15일  | 월요일 ~ 목요일 밤 12시 5분 ~ 12시 20분 (15분) 금요일 밤 12시 35분 ~ 12시 50분 (15분) 토요일 밤 12시 50분 ~ 새벽 1시 (10분) 일요일 밤 12시 ~ 12시 10분 (10분)      |
| SBS TV    | 2000년 10월 16일 ~ 2001년 4월 29일  | 월요일 ~ 목요일 밤 12시 5분 ~ 12시 20분 (15분) 금요일 밤 12시 35분 ~ 12시 50분 (15분) 주말 밤 12시 50분 ~ 새벽 1시 (10분)                                          |
| SBS TV    | 2001년 4월 30일 ~ 2001년 6월 3일    | 월요일 ~ 목요일 밤 12시 15분 ~ 12시 30분 (15분) 금요일 밤 12시 45분 ~ 12시 50분 (5분) 토요일 밤 12시 50분 ~ 새벽 1시 (10분) 일요일 새벽 1시 20분 ~ 1시 30분 (10분) |
| SBS TV    | 2001년 6월 4일 ~ 2002년 3월 30일    | 월요일 ~ 목요일 밤 12시 15분 ~ 12시 30분 (15분) 금요일 밤 12시 45분 ~ 12시 50분 (5분) 토요일 밤 12시 50분 ~ 새벽 1시 (10분)                                        |
| SBS TV    | 2002년 4월 1일 ~ 2002년 11월 2일    | 월요일 ~ 목요일 밤 12시 15분 ~ 12시 45분 (30분) 금요일 밤 12시 45분 ~ 12시 50분 (5분) 토요일 밤 12시 50분 ~ 새벽 1시 (10분)                                        |
| SBS TV    | 2002년 11월 4일 ~ 2003년 5월 10일   | 월요일 ~ 목요일 밤 12시 15분 ~ 12시 45분 (30분) 금요일 밤 12시 35분 ~ 12시 50분 (15분) 토요일 밤 12시 50분 ~ 새벽 1시 (10분)                                       |
| SBS TV    | 2003년 5월 12일 ~ 2003년 11월 1일   | 평일 밤 12시 15분 ~ 12시 45분 (30분) 토요일 밤 12시 50분 ~ 새벽 1시 (10분)                                                                                         |
| SBS TV    | 2003년 11월 3일 ~ 2004년 3월 6일    | 평일 밤 12시 15분 ~ 12시 45분 (30분) 토요일 밤 12시 55분 ~ 새벽 1시 5분 (10분)                                                                                     |
| SBS TV    | 2004년 3월 8일 ~ 2006년 7월 8일     | 월요일 ~ 목요일 밤 12시 15분 ~ 12시 45분 (30분) 금요일 밤 12시 45분 ~ 새벽 1시 (15분) 토요일 밤 12시 55분 ~ 새벽 1시 5분 (10분)                                    |
| SBS TV    | 2006년 7월 10일 ~ 2008년 5월 2일    | 평일 밤 12시 25분 ~ 12시 40분 (15분) |
| SBS TV    | 2009년 11월 30일 ~ 2010년 7월 9일   | 평일 밤 12시 25분 ~ 12시 40분 (15분) |
| SBS TV    | 2008년 5월 5일 ~ 2008년 10월 24일   | 월요일 ~ 목요일 밤 12시 25분 ~ 12시 40분 (15분) 금요일 새벽 1시 25분 ~ 1시 40분 (15분)                                                                             |
| SBS TV    | 2008년 10월 27일 ~ 2009년 11월 27일 | 평일 밤 12시 25분 ~ 12시 55분 (30분) |
| SBS TV    | 2010년 7월 12일 ~ 2015년 7월 3일    | 평일 밤 12시 25분 ~ 12시 55분 (30분) |
| SBS TV    | 2015년 7월 6일 ~ 2016년 2월 11일    | 월요일 ~ 목요일 밤 12시 25분 ~ 12시 55분 (30분) |
| SBS TV    | 2016년 2월 15일 ~ 2023년 7월 6일    | 월요일 ~ 목요일 밤 12시 30분 ~ 새벽 1시 (30분) |
| SBS TV    | 2023년 7월 10일 ~ 2025년 2월 27일   | 월요일 밤 11시 50분 ~ 12시 20분 (30분) 화요일 ~ 목요일 밤 12시 ~ 12시 30분 (30분)                                                                                  |
| SBS TV    | 2025년 3월 3일 ~ 현재               | 월요일, 목요일 밤 11시 50분 ~ 12시 20분 (30분) 화요일 밤 12시 30분 ~ 새벽 1시 (30분) 수요일 밤 12시 10분 ~ 12시 40분 (30분)                                        |

## 앵커
- 현재 앵커는 2022년 7월 4일부터 기준으로 한다.

| 대수 | 진행자                       | 진행 기간                           | 비고          |
| ---- | ---------------------------- | ----------------------------------- | ------------- |
| 1대  | 박영만 前 아나운서팀 부국장  | 1991년 12월 9일 ~ 1992년 3월 22일   |               |
| 2대  | 이재윤 前 아나운서           | 1992년 3월 23일 ~ 1994년 4월 17일   |               |
| 3대  | 故 김태욱 前 아나운서팀 국장 | 1994년 4월 18일 ~ 1994년 10월 23일  |               |
| 4대  | 이궁 前 논설위원             | 1994년 10월 24일 ~ 1995년 9월 3일   | [ 1 ]         |
| 5대  | 김성호 前 기자               | 1995년 9월 4일 ~ 1997년 3월 2일     |               |
| 6대  | 故 김태욱 前 아나운서팀 국장 | 1997년 3월 3일 ~ 1997년 6월 29일    | [ 2 ]         |
| 7대  | 이승열 前 보도제작국장       | 1997년 6월 30일 ~ 1998년 10월 18일  |               |
| 8대  | 박수택 前 환경전문기자       | 1998년 10월 19일 ~ 1999년 10월 17일 |               |
| 9대  | 김성준 前 논설위원           | 1999년 10월 18일 ~ 1999년 12월 31일 |               |
| 10대 | 신우선 前 기자               | 2000년 1월 1일 ~ 2001년 12월 31일   | [ 3 ]         |
| 11대 | 이궁 前 논설위원             | 2002년 1월 1일 ~ 2003년 2월 2일     | [ 4 ]         |
| 12대 | 정성근 前 논설위원           | 2003년 2월 3일 ~ 2004년 4월 25일    |               |
| 13대 | 신우선 前 기자               | 2004년 4월 26일 ~ 2005년 4월 24일   | [ 5 ] [ 6 ]   |
| 14대 | 이승열 前 보도제작국장       | 2005년 4월 25일 ~ 2007년 2월 18일   | [ 7 ] [ 8 ]   |
| 15대 | 고희경 뉴스토리팀장          | 2007년 2월 19일 ~ 2009년 4월 26일   |               |
| 16대 | 편상욱 보도본부 부국장       | 2009년 4월 27일 ~ 2011년 3월 20일   |               |
| 17대 | 정성근 前 논설위원           | 2011년 3월 21일 ~ 2012년 1월 11일   | [ 11 ] [ 12 ] |
| 18대 | 하남신 前 논설실장           | 2012년 1월 31일 ~ 2013년 12월 8일   | [ 13 ]        |
| 19대 | 배재학 국제부 부국장급 기자  | 2013년 12월 9일 ~ 2015년 11월 22일  | [ 14 ]        |
| 20대 | 이형근 前 논설위원           | 2015년 11월 23일 ~ 2018년 11월 14일 |               |
| 21대 | 김석재 부국장급 선임기자     | 2018년 11월 15일 ~ 2019년 7월 21일  |               |
| 22대 | 편상욱 보도본부 부국장       | 2019년 7월 22일 ~ 2020년 12월 31일  | [ 16 ] [ 17 ] |
| 23대 | 배재학 국제부 부국장급 기자  | 2021년 1월 1일 ~ 2022년 7월 3일     | [ 18 ] [ 19 ] |
| 24대 | 김석재 부국장급 선임기자     | 2022년 7월 4일 ~ 현재               | [ 20 ] [ 21 ] |

## 코너

### 방영 코너
| 코너명            | 진행자                           |
| ----------------- | -------------------------------- |
| 오늘의 주요뉴스   | 김석재 보도본부 차장             |
| 나이트라인 초대석 | 김석재 보도본부 차장             |
| 한반도 포커스     | 김아영 기자, 안정식 북한전문기자 |
| 날씨              | 안수진 기상 캐스터               |
| 클로징            | 김석재 보도본부 차장             |

#### 나이트라인 초대석
문화예술인, 고위공직자 등 유명인을 초청하여 인터뷰를 하는 코너. 2002년부터 신설되었으며, 2005년 7월 10일에 폐지되었다가 2008년 10월 27일부터 뉴스 속으로로 재신설되었고, 2013년부터 현재의 나이트라인 초대석으로 환원되었으며, 2019년 7월 29일부터 나이트라인 뉴스 속으로로 변경되었고, 2021년 4월 5일부터 현재의 나이트라인 초대석으로 환원되었다.

#### 한반도 포커스
한 주간의 북한 소식을 알아보는 코너.

#### 날씨
기상 정보 코너.

### 종영 코너
| 코너명            | 진행자                           |
| ----------------- | -------------------------------- |
| 오늘의 주요뉴스   |                                  |
| 나이트라인 스포츠 | 염용석 아나운서팀 차장           |
| 이 시각 미국 증시 | SBS CNBC 뉴욕 특파원 (격주 진행) |

#### 오늘의 주요뉴스
헤드라인 뉴스 코너.

#### 나이트라인 스포츠
스포츠 뉴스 코너. 염용석 아나운서팀 차장이 진행했다.

#### 이 시각 미국 증시
미국 증권 시황 코너. SBS CNBC 뉴욕 특파원이 격주로 진행했다.

## 타이틀 변천사
| 기수 | 프로그램 타이틀                                    | 방송 기간                          |
| ---- | -------------------------------------------------- | ---------------------------------- |
| 1기  | SBS 마감뉴스 (평일) SBS 뉴스와 날씨 (토요일)       | 1991년 12월 9일 ~ 1992년 3월 21일  |
| 2기  | SBS 마감뉴스 (평일) SBS 뉴스 (주말)                | 1992년 3월 23일 ~ 1993년 10월 17일 |
| 3기  | SBS 마감뉴스                                       | 1993년 10월 18일 ~ 1994년 1월 29일 |
| 4기  | SBS 마감뉴스 (평일) SBS 뉴스 (토요일)              | 1994년 1월 31일 ~ 1994년 4월 16일  |
| 5기  | SBS 마감뉴스                                       | 1994년 4월 18일 ~ 1994년 10월 21일 |
| 6기  | SBS 나이트라인                                     | 1994년 10월 24일 ~ 1996년 3월 1일  |
| 7기  | SBS 나이트라인 (평일) SBS 뉴스 (토요일)            | 1996년 3월 4일 ~ 1998년 1월 31일   |
| 8기  | SBS 나이트라인                                     | 1998년 2월 2일 ~ 2008년 5월 2일    |
| 9기  | SBS 나이트라인 (월요일 ~ 목요일) SBS 뉴스 (금요일) | 2008년 5월 5일 ~ 2008년 10월 24일  |
| 10기 | SBS 나이트라인                                     | 2008년 10월 27일 ~ 현재            |

## 지역 방송국 프로그램
| 방송 채널 | 방송 권역           | 프로그램                       | 방송 시간                                                              |
| --------- | ------------------- | ------------------------------ | ---------------------------------------------------------------------- |
| TBC TV    | 대구광역시 경상북도 | 지금은 지방시대 (재방송)       | 매주 화요일 오전 12시 ~ 오전 1시 수요일 오전 12시 20분 ~ 오전 1시 20분 |
| TBC TV    | 대구광역시 경상북도 | 보물지도 (재방송)              | 매주 금요일 오전 12시 ~ 오전 1시                                       |
| kbc TV    | 광주광역시 전라남도 | 열린예술무대 뒤란              | 매주 화요일 오전 12시 ~ 오전 1시                                       |
| kbc TV    | 광주광역시 전라남도 | 도시락 스페셜                  | 매주 수요일 오전 12시 20분 ~ 오전 1시 20분                             |
| kbc TV    | 광주광역시 전라남도 | 휴먼토크 호남, 호남인 (재방송) | 매주 목요일 오전 12시 10분 ~ 오전 12시 40분                            |
| kbc TV    | 광주광역시 전라남도 | 테마스페셜 (재방송)            | 매주 금요일 오전 12시 ~ 오전 1시                                       |

| 방송 채널 | 방송 권역                          | 화요일 | 수요일 | 목요일 | 금요일 |
| --------- | ---------------------------------- | ------ | ------ | ------ | ------ |
| G1 TV     | 강원특별자치도                     | O      | O      | O      | O      |
| TJB TV    | 대전광역시 세종특별자치시 충청남도 | O      | O      | O      | O      |
| CJB TV    | 충청북도                           | O      | O      | O      | O      |
| KNN TV    | 부산광역시 경상남도                | O      | O      | O      | O      |
| ubc TV    | 울산광역시                         | O      | O      | O      | O      |
| TBC TV    | 대구광역시 경상북도                | X      | X      | O      | X      |
| kbc TV    | 광주광역시 전라남도                | X      | X      | X      | X      |
| JTV TV    | 전북특별자치도                     | O      | O      | O      | O      |
| JIBS TV   | 제주특별자치도                     | O      | O      | O      | O      |

## 같이 보기
- SBS 헤드라인 뉴스 (종영)
- SBS 뉴스 (주말)

## 경쟁 프로그램
- KBS 뉴스라인 W, KBS 뉴스 (2400) (KBS 1TV)
- MBC 뉴스 25 (MBC TV)